# فنسنت مولر
فنسنت مولر (بالألمانية: Vincent Müller)‏ هو لاعب كرة قدم ألماني في مركز حراسة المرمى، ولد في 23 أغسطس 2000 في كولونيا في ألمانيا. لعب مع FC Würzburger Kickers ‏.

## وصلات خارجية
- فنسنت مولر على موقع قاعدة بيانات كرة القدم.إي يو (الإنجليزية)
- فنسنت مولر على موقع عالم كرة القدم.نت (الإنجليزية)